# Kirche zum Heiligen Berge Gottes

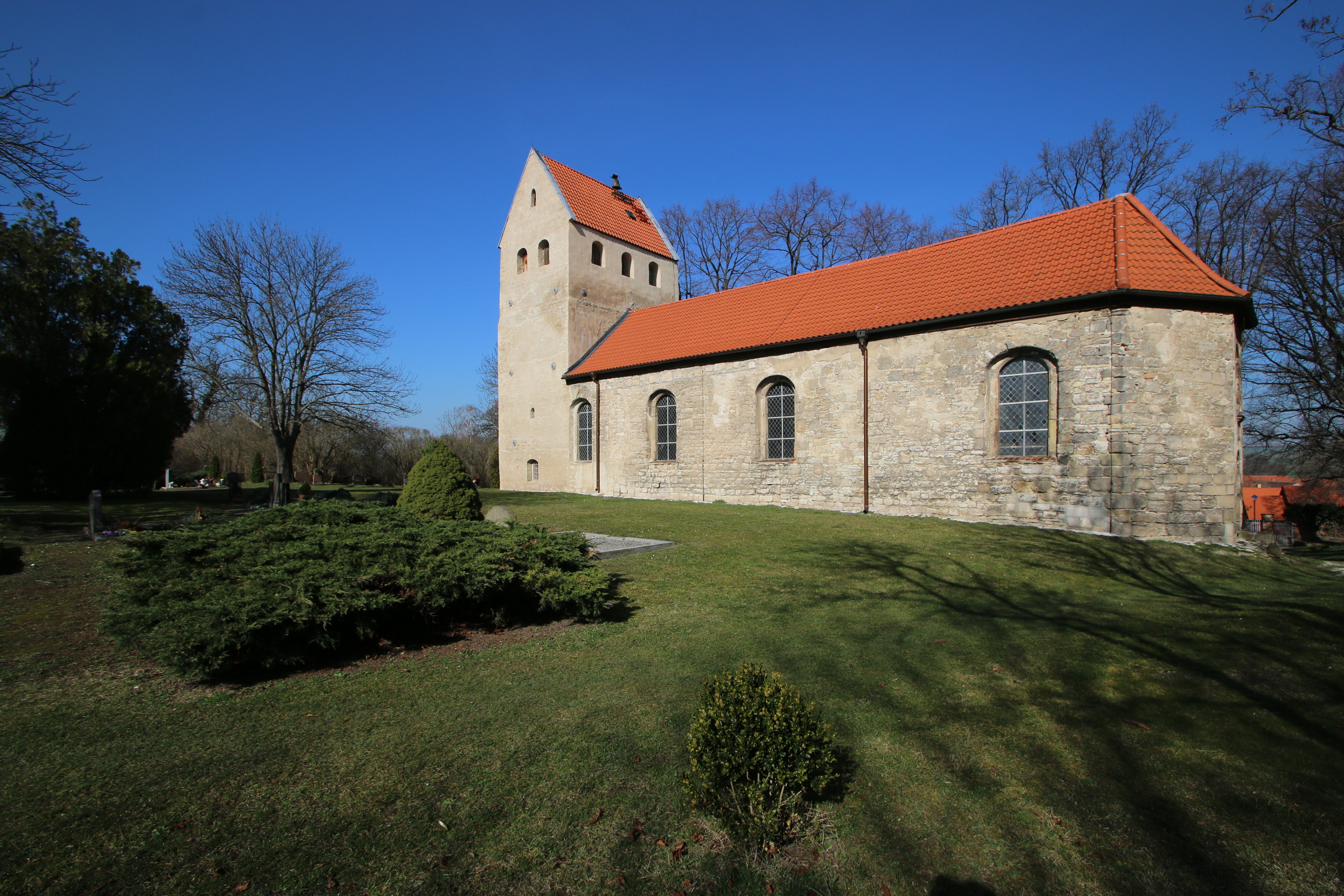
Dorfkirche Klein Quenstedt

Die evangelische Kirche Zum Heiligen Berge Gottes (auch: Dorfkirche Klein Quenstedt ) ist eine im Kern romanische Saalkirche im Ortsteil Klein Quenstedt von Halberstadt im Landkreis Harz in Sachsen-Anhalt. Sie gehört zur evangelischen Kirchengemeinde Halberstadt im Kirchenkreis Halberstadt der Evangelischen Kirche in Mitteldeutschland.

## Geschichte
Das Dorf gehörte gemeinsam mit den benachbarten Orten Sargstedt, Groß Quenstedt und Wehrstedt zu den Gütern des Domkapitels Halberstadt. Als Halberstadt 1179 durch Heinrich den Löwen erobert wurde, wurden die schriftlichen Zeugnisse der Frühzeit im Archiv des Halberstädter Doms vernichtet. Der Ort wird als „western Quenstide“ erstmals im Jahr 1185 erwähnt. Ein Pfarrer „Henricus“, der vorher in Klein Quenstedt war, ist im Jahr 1290 bezeugt. Größere Besitzungen hatte hier die Templerkommende Halberstadt, die jedoch 1306 verkauft wurden. Auch das Burchardikloster von Halberstadt hatte hier Grundbesitz.
Das Kirchenpatronat hatte 1316 das Kloster Marienberg bei Helmstedt, wurde aber später wieder an das Domkapitel zurückgegeben. Zuletzt unterstand der Ort der Stadt Halberstadt.

## Architektur
Die im Kern romanische Kirche wird durch den querrechteckigen Westturm mit Satteldach geprägt. Daran schließt sich in gleicher Breite das Schiff an, das einst durch eine rundbogige Pforte im Süden erschlossen wurde, die heute vermauert ist. Das spätgotisch verlängerte Bauwerk ist im Osten dreiseitig geschlossen. In der Barockzeit wurden die Fenster erneuert; über der nordöstlichen Tür ist ein Chronogramm mit der Jahreszahl 1716 zu finden.
Das Turmuntergeschoss ist über eine Doppelarkade zum Schiff geöffnet. Das schlichte Innere wird durch ein hölzernes Tonnengewölbe geschlossen und ist von einer hufeisenförmigen Empore umgeben.
Seit 2002 wurden umfangreiche Instandsetzungsmaßnahmen mit Unterstützung durch die Deutsche Stiftung Denkmalschutz vorgenommen. Dabei wurde der Westturm statisch gesichert. Weitere Maßnahmen zum Schutz gegen aufsteigende Nässe, Erneuerung des Außenputzes und der Fenster, Dachneueindeckung und zur statischen Abfangung des Dachstuhls waren bis 2015 erforderlich.

## Ausstattung
Der Kanzelaltar mit der Jahreszahl 1744 ist mit reichen Akanthusschnitzereien und an beiden Seiten mit Durchgängen und Priechen versehen.
Die Orgel ist ein Werk von Johann Adolarius Papenius aus dem Jahr 1741. Im Turm ist noch neben der Balganlage für die Orgel eine in Betrieb befindliche Turmuhr von 1890 erhalten.
Zwei Glocken aus den Jahren um 1520 bilden das Geläut. Die größere hat einen Durchmesser von 89 cm, die kleinere misst 50 cm.